# Rio Calnaci Creek
O Rio Calnaci Creek é um rio da Romênia, afluente do Rio Mureş, localizado no distrito de Harghita.